# Tuppisaari (ö i Mellersta Finland)
Tuppisaari är en ö i Finland. Den ligger i sjön Aatunselkä och i kommunen Laukas i den ekonomiska regionen  Jyväskylä ekonomiska region  och landskapet Mellersta Finland, i den centrala delen av landet, 270 km norr om huvudstaden Helsingfors. Öns area är 0,1 hektar och dess största längd är 50 meter i öst-västlig riktning.